# Socjalizm w Stanach Zjednoczonych
Socjalizm jako zorganizowany ruch polityczny w Stanach Zjednoczonych rozpoczął się wraz z rozwojem utopijnego socjalizmu na początku XIX wieku, następnie był ściśle powiązany z założoną w 1876 Socjalistyczną Partią Pracy, i założoną w 1901, Socjalistyczną Partią Ameryki. Partii Socjalistycznej w całej historii działalności udało się wystawić setki kandydatów na różne stanowiska w całym kraju, lecz w wyniku surowych represji rządowych ostatecznie podupadła w 1920. Socjalistyczna Partia Pracy nie odnotowała sukcesów zbliżonych do Partii Socjalistycznej, ale udało się jej działać do końca XX wieku.

## Wspólnoty utopijne
Pierwszym wariantem ruchu socjalistycznego w Stanach Zjednoczonych były utopijny socjalizm. Utopiści próbowali zbudować wzorcowy model społeczeństwa socjalistycznego, najbardziej utopijne socjalistyczne idee powstały co prawda w Europie, jednak to największa popularność zdobyły w USA. Do największych utopijnych osad działających w tym okresie zalicza się:
- Brook Farm
- New Harmony
- Amana Colonies
- Oneida Community
- The Icarians
- Bishop Hill Gmina
- Aurora
- Bethel
- Winter Park Florida

Osady zbliżone do tworzonych przez utopijnych socjalistów tworzyli także Szejkersi („Zjednoczone Towarzystwo Wyznawców Powtórnego Przyjścia Chrystusa”). Robert Owen, zamożny przemysłowiec walijski, który z czasem stał się zwolennikiem socjalizmu i radykalnym reformatorem społecznym, założył w 1825 kolonię o nazwie New Harmony w zachodniej Indianie. Grupa rozpadła się jednak w 1929, głównie z powodu konfliktu między utopijnymi ideologami a nieideologicznymi pionierami.

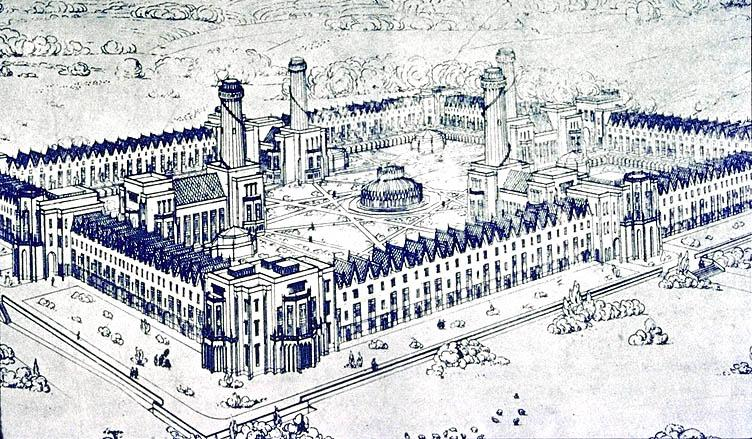
Osada New Harmony założona przez Roberta Owena

Kolejną osadą była Brook Farm założona w 1841 przez Charles’a Fouriera. Do komuny należeli między innymi Nathaniel Hawthorne i Ralph Waldo Emerson. Grupa ta miała od początku kłopoty z uzyskaniem stabilności finansowej, jeden z jej przywódców George Ripley z czasem porzucił doktryny Fouriera. Ostatecznie osada rozwiązała się gdy w 1847 spłonął główny budynek.
Zwolennicy nauk Fouriera próbowali ponownie założyć wspólnotę tym razem w Monmouth Country w New Jersey. Społczeczność istniała w latach 1844–1857, kiedy pożar zniszczył tartak, magazyn mąki i kilka warsztatów. Społeczność osłabiła także schizma ideologiczna w 1853. Innym francuskim socjalistą, który miał grono zwolenników w Ameryce był Étienne Cabet, zwolennicy stworzonego przez niego wariantu utopijnego socjalizmu próbowali założyć wspólnotę w Nauvoo w stanie Illinois.
Okresem szczytowym poparcia dla utopizmu było wydanie w 1888 powieści „Looking Backward” autorstwa Edwarda Bellamy’ego. Bellamy przedstawił w powieści wizerunek socjalistycznych Stanów Zjednoczonych w 2000. Książka sprzedała się w milionach egzemplarzy i stała się jedną z najlepiej sprzedających się książek amerykańskich XIX wieku, której popularność przekroczyła jedynie Chata wuja Toma. Poglądy Bellamy’ego wywołały falę zainteresowania socjalizmem w USA i wpłynęły na kilku przyszłych czołowych działaczy społecznych i lidera socjalistów Eugene V. Debsa.

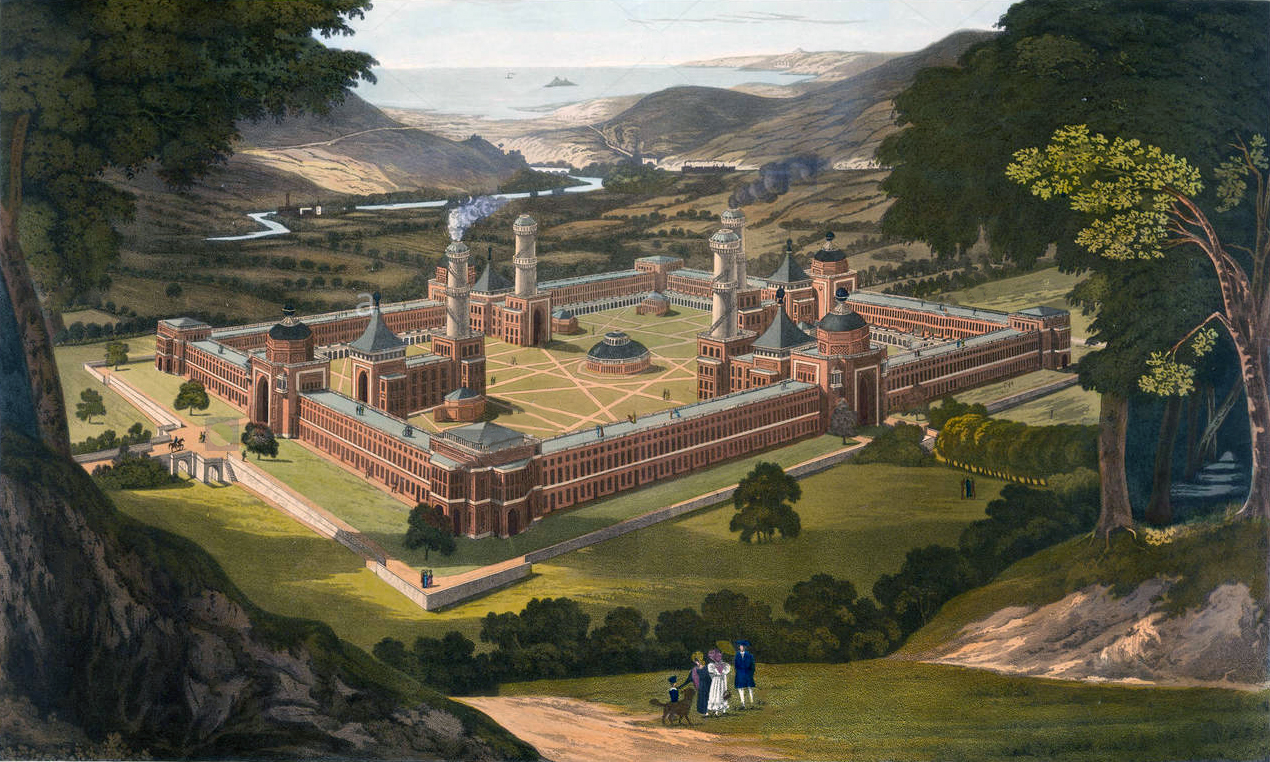
New Harmony, obraz z 1838 roku

## Wczesny socjalizm amerykański i jego liderzy
Socjalistyczna Partia Pracy została założona w 1876 w czasie zjazdu w Newark, w New Jersey. Partia składała się głównie z niemieckich imigrantów, którzy przyprowadzili do Ameryki Północnej ideały marksistowskie. Pozycja Niemców była tak wysoka, że przez trzy pierwsze lata działania partii językiem urzędowym był język niemiecki. Partia nie była początkowo spójna ideowo i łączyła szeroki zakres różnych filozofii socjalistycznych. W Chicago już w 1875 powstała „Lehr und Wehr Verein”, milicja związana z Socjalistyczną Partią Pracy. W 1890 SLP została zreorganizowana jako partia marksistowska, a filozofia partyjna została ujednolicona, przełom XIX i XX wieku był okresem szybkiego wzrostu wpływów partii.
Amerykański socjalizm opiera się na ideologii, znanej współcześnie jako „demokratyczny socjalizm”. Ostatecznym celem ruchu było przejecie kontroli nad środkami produkcyjnymi i przekazanie je w ręce klasy robotniczej. Demokratyczni socjaliści chcieli osiągnąć swoje cele poprzez zwycięstwo w wyborach, stąd też socjaliści domagali się powszechnego prawa wyborczego które miało objąć także klasę robotniczą. Konkurencyjne ruchy postulowały natomiast ustanowienie socjalizmu na drodze rewolucji lub strajku generalnego.
Pierwszym znaczącym liderem Socjalistycznej Partii Pracy był Daniel De Leon. Leon pozostawał zwolennikiem skupienia się na działalności związkowej, co wywołało rozłam w partii między zwolennikami de Leona i jego przeciwnikami. Przeciwnicy Daniela de Leona z Morrisem Hillquit odeszli z partii i przyłączyli się w 1901 do Partii Socjaldemokratycznej, przekształconej wkrótce w Socjalistyczną Partię Ameryki. Początkowo liderem obydwu ugrupowań pozostawał Eugene V. Debs. Debs dał się poznać jako nowy lider ruchu socjalistycznego i charyzmatyczny mówca.

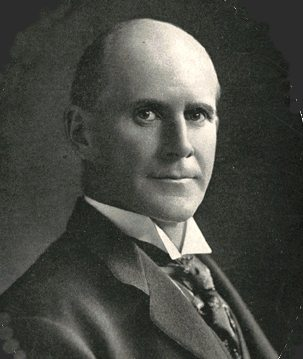
Eugene V. Debs

Partia osiągnęła swój szczyt w 1912, kiedy mogła pochwalić się 33 burmistrzami miast, miejscami w legislaturze stanowej i dwoma członkami Izby Reprezentantów USA. Eugene V. Debs jako oficjalny kandydat Socjalistycznej Partii Ameryki wystartował w wyborach prezydenckich w 1912, uzyskując 6% głosów.

## Socjalizm a ruch związkowy

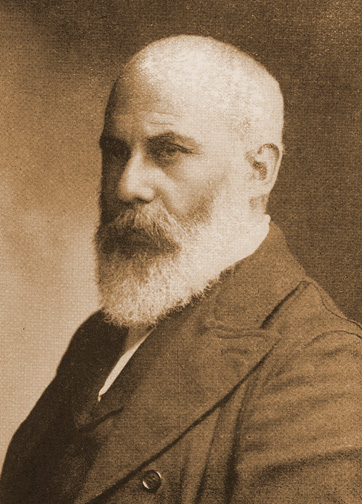
Daniel De Leon, lider Socjalistycznej Partii Pracy

Obydwie partie socjalistyczne zawiązały silne sojusze z wieloma organizacjami społecznymi. Robotnicy, w proteście przeciwko nadużyciom korporacji, zakładali związki zawodowy i organizowali strajki wstrzymujące prace w fabrykach lub kopalniach, zmuszając zarządy firm do spełniania ich żądań. Od początku działalności Daniela De Leona ruch związkowy i socjalistyczny były ze sobą ściśle powiązane. Jedną z głównych cech łączących dwa ruchy była wiara w kolektywizm.
Największymi związkami zawodowymi tego okresu była Amerykańska Federacja Pracy, Rycerze Pracy oraz Robotnicy Przemysłowi Świata. Organizacja Rycerzy Pracy została założona przez U. Stephensona, grupa miała tworzyć aurę do „tworzenia poczucia solidarności” wszystkich pracowników. W 1886, w czasie zjazdu delegatów dwudziestu różnych związków utworzono Amerykańską Federację Pracy z Samuelem Gompersem jako przewodniczącym, związek ten liczył początkowo 4 miliony członków. Robotnicy Przemysłowi Świata zostali utworzeni na tych samych zasadach co Rycerze Pracy, będąc organizacją zrzeszającą wszystkich pracowników. Robotnicy Przemysłowi Świata znaleźli wielu członków wśród wczesnych zwolenników Debsa i De Leona.
Ruch socjalistyczny był w stanie zdominować ruch związkowy. Korporacje nie chcąc rezygnować z przywilejów i zysków, podjął kroki przeciwko strajkującym, zatrudniając łamistrajków, jednocześnie naciskając na rząd do użycia przeciwko robotnikom zbrojnych milicji. W ten sposób w Stanach Zjednoczonych doszło do brutalnych pacyfikacji strajkujących pracowników. Gdy w maju 1896, Rycerze Pracy demonstrowali na Haymarket Square w Chicago, żądając ośmiogodzinnego dnia pracy we wszystkich branżach, na miejsce przyjechała policja. W czasie zamieszania nieznana osoba rzuciła bombę w tłum, zabijając jedną osobę i ranić kilka innych. Wydarzenie to było pretekstem do zatrzymania siedmiu działaczy anarchistycznych, którzy zostali następnie skazani na śmierć, mimo braku dowodów na ich udział w zamieszkach.
Na początku 1884 doszło do konfrontacji między Pullmanem i jego pracownikami. Debs, ówczesny lider Amerykańskiej Unii Kolejowej, zorganizował w odpowiedzi strajk. W odpowiedzi na to prokurator generalny Olney i prezydent Grover Cleveland podjęli działania przeciwko ruchowi socjalistycznemu. Była to pierwsza oznaka narastającego konfliktu rządu z organizacjami socjalistycznymi. W 1914, doszło do jednego z najbrutalniej stłumionych strajków w historii USA. Górnicy z kolonii Ludlow domagający się ośmiogodzinnego dnia pracy, zostali brutalnie spacyfikowani przez Gwardię Narodową. Wydarzenie to przeszło do historii jako Masakra w Ludlow. W odpowiedzi na atak, strajkujący zabili czterech żołnierzy. generał Chase kierujący masakrą nakazał zniszczyć w odwecie całą kolonię. Zimy tego samego roku gwardziści aresztowali 172 robotników. W rezultacie, strajk zakończył się niepowodzeniem, a Unia Kolejowa znacznie ucierpiała na skutek rządowych represji.

## I wojna światowa i represje polityczne
W czasie I wojny światowej socjaliści przyjęli postawę pacyfistyczną. W dniu 7 kwietnia 1917, dzień po tym jak Stany Zjednoczone przyłączyły się do I wojny światowej, konwencja Partii Socjalistyczne odbyła się w St Louis. Kierownictwo partii ogłosiło wojnę jako „zbrodnie przeciwko narodowi Stanów Zjednoczonych” i rozpoczęło działalność antywojenną. Pacyfistyczne protesty przyciągnęły aż 20 000 uczestników.
W czerwcu 1917 prezydent Woodrow Wilson podpisał ustawę Act Espionage, która zawierała klauzulę przewidują kary więzienia na okres do dwudziestu lat za odmowę służby wojskowej i umyślne utrudnianie rekrutacji. Ustawa uderzyła w amerykański ruch socjalistyczny, stanowiący główny nurt antywojennej opozycji. Wielu działaczy lewicy stało się obiektem prześladowań, wielu działaczy zostało skazanych za „zdradę” i osadzonych w więzieniu. Eugene V. Debs odwiedził trzech więźniów politycznych uwięzionych w Canton w stanie Ohio, po odwiedzinach wygłosił na ulicach miasta dwugodzinną mowę w której potępił wojnę. Po zakończeniu przemowy został aresztowany i wkrótce skazany na podstawie ustawy o szpiegostwie. Podczas procesu, nie korzystał z obrony i odmówił wezwania świadka w jego obronie.
Korporacje wywierały presję na rząd, aby ten tłumił wystąpienia niezadowolonych pracowników. W dniu 5 września 1917, na wniosek prezydenta Wilsona, Departament Sprawiedliwości przeprowadził nalot na Robotników Przemysłowych Świata. Inspekcje pod zarzutami o szpiegostwo zajęły wszystkie 48 centrali IWW w kraju.

## Rozłam w ruchu
Rok 1919 przyniósł serię wewnętrznych sporów które doprowadziły do schizmy w ruchu socjalistycznym. Po udanej rewolucji październikowej w Rosji, III Międzynarodówka zwróciła się do Partii Socjalistycznej o przyłączenie się do jej struktur. Propozycja wywołała debatę na temat współpracy z Włodzimierzem Leninem. Referendum dotyczące przystąpienia partii do Kominternu zakończyło się porażką radykałów, 90% członków partii zagłosowało przeciw członkostwu w III Międzynarodówce, skrzydło radykalne wkrótce potem zostało wykluczone z partii. Radykałowie założyli Komunistyczną Partię Pracy i Komunistyczną Partię Ameryki. Partia Socjalistyczna natomiast przesunęła się w stronę umiarkowanej lewicy.
Po zakończeniu wojny i rewolucji rosyjskiej przez kraj przeszła fala podsycanej przez rząd nacjonalistycznej „czerwonej paniki”. W odpowiedzi na kolejne represje, anarchiści wysłali prominentnym biznesmenom i rządzącym małe ładunki wybuchowe.
Prokurator generalny Palmer po tym, jak sam otrzymał bombę, postanowił rozbić „komunistyczną konspiracje”. Celem dalszych represji nie padły jedynie organizacje anarchistyczne, lecz głównie cudzoziemcy i związki zawodowe. Rząd stworzył tajną organizację kierowaną przez J. Edgara Hoovera. Hoover wkrótce zgromadził karty katalogowe ponad 150 000 osób i 60.000 grup. Następnie rozpoczęto kampanie przeciwko obcokrajowcom, pierwszym celem był znajdujący się na Manhattanie rosyjski Dom Ludowy gdzie 183 osób zostało aresztowanych i szczególnie brutalnie pobitych. Jednego dnia agenci rządu aresztowali 6000 osób. Kongres ustanowił uchwałę deportującą obywateli innych krajów przebywających w USA ze względu na ich działalność w organizacjach lewicowych. Kolejnym krokiem było zaostrzenie ustawy imigracyjnej, mocno ograniczającej imigrację z Europy południowej i wschodniej.
Fala propagandy skierowanej przeciwko lewicy doprowadziła do rasistowskich zamieszek zwanych „czerwonym latem”. Do ostatnich takich zamieszek doszło 1 października 1919 w Elaine w stanie Arkansas. Zamordowano tam od 100 do 200 Afroamerykanów oraz 5 białych mieszkańców. Powodem linczu było przekonanie, że czarni farmerzy ze związku Progressive Farmers and Household Union of America tworzą niebezpieczną organizację socjalistyczną.

## Spadek popularności
Lata 20. przyniosły znaczne osłabienie jednego z najsilniejszych rewolucyjnych związków zawodowych, Robotników Przemysłowych Świata. W tym okresie rozpadła się ostatecznie Socjalistyczna Partia Ameryki. Socjaliści stracili poważnego sojusznika w postaci IWW, a ich działalność została ograniczona poprzez wprowadzanie coraz ostrzejszej cenzury. Imigranci będący bazą ruchu socjalistycznego byli dyskryminowani przez państwo. Eugene V. Debs siedział w więzieniu wraz z setkami innych dysydentów. W obawie przed lewicą powołano Krajową Radę Pracy która w założeniu miała złagodzić trudną sytuację pracowników. Partia Socjalistyczna była obarczana przez rząd incydentami terrorystycznymi dokonywanymi przez anarchistów w okresie czerwonej paniki, takimi jak zamachy bombowe na Wall Street.
Według Wernera Stombarta, socjalizm nie miał szerokiego wpływu na amerykańskie społeczeństwo z powodu rzekomo wyższych standardów życia w porównaniu z Europą.

## 1919-1945
W 1919 John Reed, Benjamin Gitlow i inni socjaliści utworzyli Komunistyczną Partię Pracy, a Karol Ruthenberg i radykalni działacze organizacji socjalistycznych należący głównie do mniejszości narodowych założyli Partię Komunistyczną. Z czasem dwie grupy połączy się w Komunistyczną Partię Stanów Zjednoczonych (CPUSA). Komuniści utworzyli reprezentującą 50 000 pracowników „Trade Union Unity League”.
W 1928 w następstwie podziałów wewnątrz Związku Radzieckiego, Jay LoveStone zastąpił Ruthenberga na stanowisku sekretarza generalnego CPUSA. Nowy sekretarz generalny wydalił z partii lewe skrzydło na czele z Fosterem, Jamesem P. Cannonem i Maxem Shachtmanem, którzy byli zwolennikami Lwa Trockiego. Po kolejnych wewnątrzpartyjnych sporów z partii wykluczono LoveStona i Giltowa a nowym przewodniczącym został Earl Browder. Cannon, Shachtman i Martin Abern utworzyli następnie trockistowską Komunistyczną Ligę Ameryki. Liga połączyła się z Amerykańską Partią Robotniczą AJ Muste, tworząc w 1934 Partię Robotniczą. Do partii dołączyli między innymi James Burnham i Sidney Hook.
W 1930 Partia Socjalistyczna była podzielona między starą gwardię na czele z Hillguitem a młodych działaczy, bardziej pozytywnie nastawionych do Związku Radzieckiego, na czele frakcji „młodych” stał Norman Thomas. Stara gwardia opuściła z czasem partię i utworzyła Federację Socjaldemokratyczną. Po rozmowach wstępnych Partia Robotnicza przystąpiła do zdominowanej przez frakcję „młodych” Partii Socjalistycznej, jednak już rok później z partii zostali wydaleni trockiści. Trockiści założyli Socjalistyczną Partią Robotniczą i młodzieżową Socjalistyczną Ligę Młodych. W 1940 z Socjalistycznej Partii Robotniczej został wydalony Shachtman i kilku innych czołowych działaczy. W ciągu następnych miesięcy z partii odeszło wielu członków partii, włącznie z Burnhamem. W 1949 Socjalistyczna Partia Robotnicza przemianowała się na Niezależną Ligę socjalistyczną (ISL) i przestała być partią polityczną.
Niektórzy członkowie starej gwardii Partii Socjalistycznej założyli przy wsparciu Kongresu Organizacji Przemysłowych (CIO) w Nowym Jorku, Amerykańską Partię Pracy (ALP). Prawe skrzydło partii w 1944 oderwało się tworząc Partię Liberalną. Kolejno w latach 1936, 1940 i 1944 otrzymała 274.000, 417.000 i 496.000 głosów w stanie Nowy Jork, dla porównania liberałowie w 1944 otrzymali 392.000 głosów.

## Lata 50–90., walka o prawa obywatelskie, walka z ubóstwem i Nowa Lewica
W 1958 rozwiązana została Niezależna Liga Socjalistyczna, większość jej członków zasiliła szeregi Partii Socjalistycznej, w której w 1956 na stanowisko przewodniczącego wybrany został Max Shachtman.
Shachtman rozwinął krytykę komunizmu sowieckiego jako „biurokratycznego kolektywizmu”, nowej formy społeczeństwa klasowego, które było bardziej widoczne niż w jakiejkolwiek formie kapitalizmu. Teoria Shachtmana zdobyła poparcie wielu dysydentów i uchodźców z państw komunistycznych, którzy wkrótce zaczęli przejmować jego teorie. Jugosłowiański dysydent Milovan Đilas rozszerzył tezy Shachtmana o teorie „Nowej Klasy”. ISL jeszcze przed połączeniem z Partią Socjalistyczną przyjęło w swe szeregi wielu młodych działaczy takich jak Irving Howe, Michael Harrington, Tom Kahn i Rachelle Horowitz. Co prawda założona wcześniej Socjalistyczna Liga Młodzieży rozpadła się, lecz partia powołała nową grupę pod tą samą nazwą.
Młodzi działacze wywodzący się z ISL tacy jak Kahnm, Horowitz, Hill i Rustin zajęli się walką o prawa obywatelskie. Rustin, a w szczególności jego poglądy dotyczące niestosowania przemocy uczyniły go nieformalnym liderem ruchu praw człowieka, czym wpłynął na działaczy takich jak Martin Luther King. Rustin i Philip Randolph zorganizowali w 1963 marsz na Waszyngton, gdzie swoje przemówienie wygłosił Martin Luther King.
Shachtman, Michael Harrington, Kahn i Rustin promowali autorską strategię polityczną o nazwie „przbudowa”, używali że priorytetem dla socjalistów powinno być umacnianie związków zawodowych i innych organizacji postępowych aktywnych w Partii Demokratycznej. Wpływy ruchu na rzecz praw obywatelskich, pracowniczych pomogły w ewolucji polityków Partii Demokratycznej w kierunku pozycji „socjalno-liberalnych” przynajmniej w strefie praw obywatelskich i walki z ubóstwem. Harrington, Kahn i Horowitz założyli Ligę na rzecz Demokracji (League for Industrial Democracy), która przyczyniła się do powstania ruchu studenckiego „New Left Students for a Democratic Society”. Obydwie organizacje w 1965 podpisały klauzulę wykluczającą z organizacji zwolenników autorytarnych wariantów komunizmu, co powstała w 1961 Postępowa Partia Pracy (Progressive Labor Party) określiła jako początek końca Nowej Lewicy.
Michael Harrington wkrótce stał się najbardziej popularnym działaczem socjalistycznym w Stanach Zjednoczonych, kiedy jego książka „Inna Ameryka” stała się bestsellerem, Harrington i inni socjaliści zostali wezwani do Waszyngtonu, aby pomóc administracji demokratycznych prezydentom Kennedy’emu i Johnsonowi w przygotowaniu programów społecznych do walki z ubóstwem i problemami społecznymi.
Lata 60. były też okresem ponownego zainteresowania nurtem anarchistycznym, oraz wzrostem poparcia dla nowych ruchów takich jak Nowa Lewica. Organizacje anarchistyczne nabrały na popularności po kampanii antynuklearnej w 1970.
W 1972 Partia Socjalistyczna zmieniła nazwę na „Social Democrats, USA (SDUSA)” głosami 73 do 34 w grudniowej konwencji partii. W 1973 Michael Harrington zrezygnował z członkostwa w SDUSA i założył „Democratic Socialist Organizing Committee (DSOC)”, przyciągając grupę byłych działaczy Partii Socjalistycznej. W tym samym roku McReynolds David działacze pacyfistycznego skrzydła SDUSA utworzyli Partię Socjalistyczną USA. Od 1979 do 1989 członkowie SDUSA na czele z Tomem Kahn organizowali w ramach działalności w AFL–CIO (American Federation of Labor and Congress of Industrial Organizations) składki pieniędzy przeznaczonych na wsparcie polskiego opozycyjnego ruchu „Solidarność”.

## Współczesne grupy socjalistyczne
Po 1960 Partia Socjalistyczna funkcjonowała „jako organizacja wychowawcza”. Członkowie Partii Socjalistycznej pomagali w rozwijaniu nowych ruchów społecznych, w tym ruchu na rzecz praw obywatelskich i Nowej Lewicy. Podobnie, współczesne socjaldemokratyczne i demokratyczno-socjalistyczne organizacje, są znane z powodu działań ich członków w innych organizacjach.

### Socjaldemokraci Stanów Zjednoczonych Ameryki
Socjaldemokraci, USA mają historię sięgającą Eugene V. Debsa. W 1973 od partii odszedł Michael Harrington który utworzył „Demokratyczno-Socjalistyczny Komitet Organizacyjny”. SDUSA organizowała konferencje naukowe odbywające się co dwa lata. Do udziału w tych konferencjach, SDUSA zapraszała szereg działaczy i pracowników akademickich, politycznych i związkowych. Spotkania te miału charakter zjazdów działaczy politycznych i intelektualistów. Partia publikowała także okazjonalne wydawnictwa dotyczące działalności partii. Począwszy od 2011, SDUSA jest mniej aktywna.
W 2008, grupa skupiona wokół członków pensylwańskiej SDUSA próbowała wznowić działanie organizacji. Konwencja partii odbyła się w maju 2009, w czasie konwencji wybrany został Krajowy Komitet Wykonawczy.

### Demokratyczni Socjaliści Ameryki

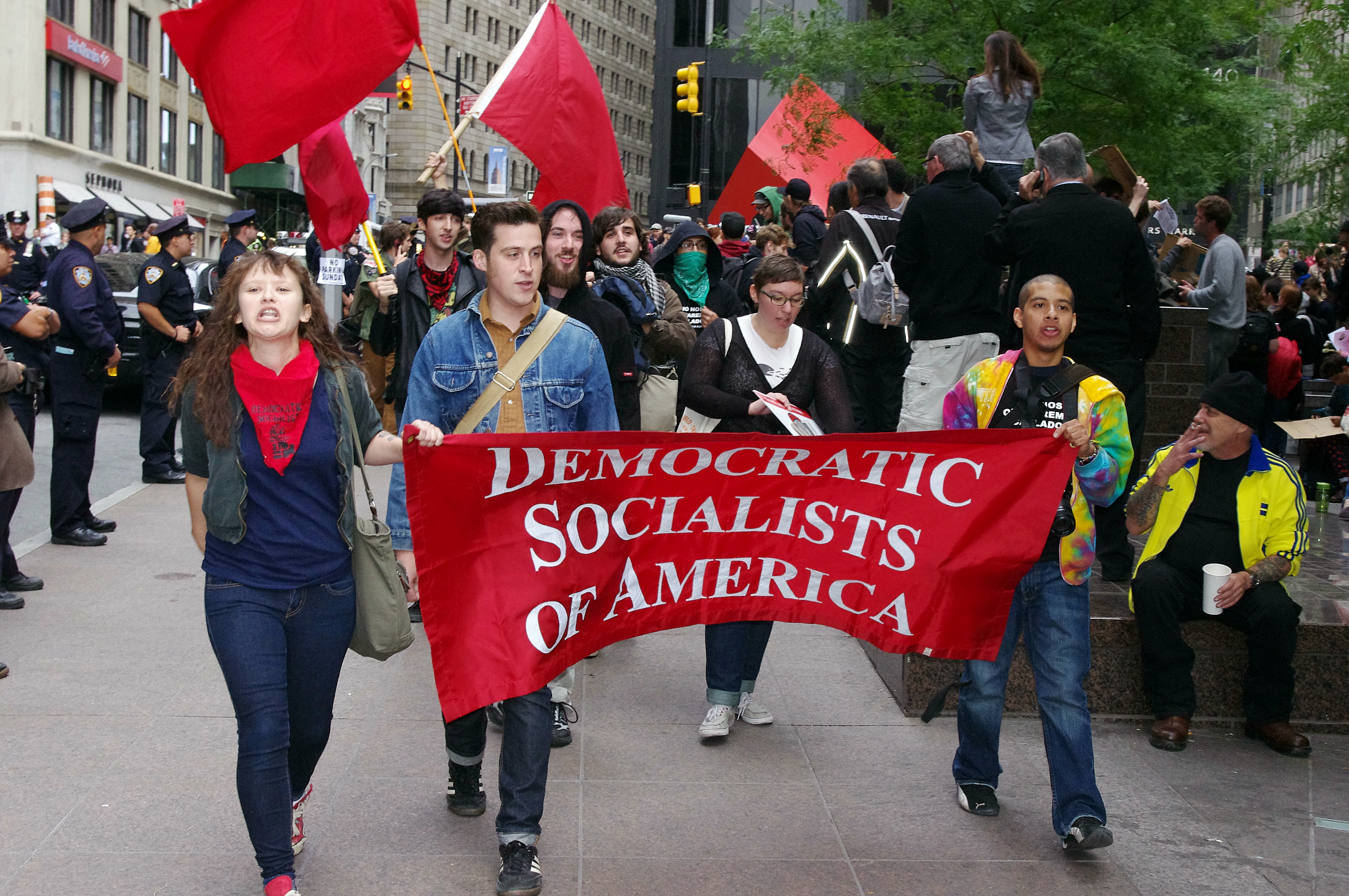
Członkowie DSA i SPUSA w czasie demonstracji ruchu Okupuj Wall Street w 2011 roku

Michael Harrington zrezygnował z działalności w SDUSA na początku 1973. Odrzucił stanowisko SDUSA (większości wcześniejszej Partii Socjalistyczna) w sprawie wojny w Wietnamie, która żądała zakończenia bombardowań i wynegocjowanego porozumienia pokojowego. Harrington wzywał natomiast do zawieszenia broni i natychmiastowego wycofania wojsk amerykańskich z Wietnamu. Jeszcze przed konwencją z grudnia 1972, Michael Harrington zrezygnował z tytułu honorowego przewodniczącego Partii Socjalistycznej, a na początku wiosny 1973, zrezygnował z członkostwa w SDUSA. W tym samym roku, Harrington i jego zwolennicy utworzyli Demokratyczno-Socjalistyczny Komitet Organizacyjny (DSOC). Na początku, DSOC miał 840 członków, około 200 z nich było członkami SDUSA lub jej poprzedniczek.
DSOC została członkiem Międzynarodówki Socjalistycznej. DSOC w wyborach wspierała głównie postępowych demokratów, w tym kongresmena Rona Dellumsa. Obecnie liczy 6000 członków, co czyni ją największą socjalistyczno-demokratyczną i socjaldemokratyczną partią Stanów Zjednoczonych.
W 1982 DSOC połączył się z organizacją demokratycznych socjalistów, wywodzących się głównie z Nowej Lewicy „New American Movement”, w wyniku fuzji organizacja zmieniła nazwę na Demokratyczni Socjaliści Ameryki. Najbardziej znanymi działaczami ugrupowania są były kongresmen Major Owens i działacz związkowy William Wayne Winpisinger.

### Socjalistyczna Partia USA
Powstała w 1973 SPUSA odwołuje się do tradycji Socjalistycznej Partii Ameryki Eugene V. Debsa. W wyborach działacze partii popierają zazwyczaj kandydatów demokratycznych. Członkowie partii początkowo wywodzili się głównie z antywojennych grup takich jak „Studenci dla Społeczeństwa Demokratycznego” oraz działaczy SDUSA. Organem prasowym partii była Socialist Tribune współcześnie wydawana jako The Socialist. SPUSA obecnie bierze udział w wyborach lokalnych, w 1972 poparła kampanię prezydencką Bejmaina Spocka z Partii Ludowej. W 2000 kandydatem SPUSA na prezydenta był David McReynold.

### Światowa Socjalistyczna Partia Stanów Zjednoczonych
Partia pierwotnie nazywała się jako „Socjalistyczna Partia Stanów Zjednoczonych” (SPUS), analogicznie do Socjalistycznej Partii Wielkiej Brytanii (SPGB) i Socjalistycznej Partii Kanady (SPC). Partia została założona w dniu 7 lipca 1916 przez 42 członków Socjalistycznej Partii Ameryki z Detroit. SPUS postulowała wycofanie się USA z I wojny światowej i początkowo popierała rewolucję bolszewicką, z czasem jednak działacze partii uznali że nowy system radziecki może być jedynie państwem kapitalistycznym, więc nie powinien być wspierany przez socjalistów. W 1947 partia zmieniła nazwę na obecną, mającą podkreślać związek ze światowym ruchem socjalistycznym.

## Współcześnie
W opublikowanym w kwietniu 2009 sondażu, przeprowadzonym w czasie kryzysu finansowego, sugerował, że w Stanach Zjednoczonych wzrosło poparcie dla socjalizmu. Wyniki ankiety stwierdzały, że 53% dorosłych Amerykanów uważa kapitalizm za lepszy od socjalizmu, w przypadku dorosłych poniżej 30 roku życia: 37% deklarowało poparcie dla kapitalizmu, 33% dla socjalizmu, a 30% badanych było niezdecydowanych.
Bernie Sanders, obecny senator z Vermont, określa się jako demokratyczny socjalista. W stanie Vermont działa wspierająca senatora Partia Postępowa Vermont.